# Путешествие на солнце и обратно
«Путешествие на солнце и обратно» — российский независимый телесериал 2025 года, снятый режиссёром Романом Михайловым по мотивам его романа «Дождись лета и посмотри, что будет». Сам режиссёр позиционирует произведение не как телесериал, а как «фильм, состоящий из семи глав». В фильме на фоне криминального мира России 90-х годов рассказывается история любви главных героев.
Премьера телесериала состоялась 20 апреля 2025 года в рамках 47-го Московского Международного кинофестиваля: это был 5,5-часовой сеанс всех семи серий в формате нон-стоп.
С 16 июля по 13 августа 2025 года состоится показ телесериала в онлайн-кинотеатре Start.

## Создание
В августе 2024 года Михайлов сообщил, что съёмки сериала почти завершены. По его словам, он начал работать над сценарием два года назад и «потребовалось четыре месяца, чтобы написать эпизодник почти из 200 эпизодов для рассказывания этой истории», после чего ещё шли поиски актёров, а «художники выстраивали концепции». В апреле 2024 года съёмки начались. Деньги на съёмки фильма дал друг режиссёра: «он был впечатлён нашими фильмами и моими текстами и дал денег на съёмку из своего кармана». Художник фильма Даниил Буравлев посвятил около полутора лет изучению визуальной составляющей романа.
В интервью марте 2025 года режиссёр признался, что именно этот сериал станет итогом его предыдущих работ. Михайлов предположил, что «это первый наш фильм, который может быть массовым. Там сочетается зрительское и глубинное, что обычно противоречит друг другу». Он также отметил, что «у нас там не романтизация, а метафизика, символика, глубинность мышления пацанской среды», и «если его запретят, это будет глубоким лицемерием и ложью системы, мы же все видим то кино, что они показывают. У нас нежная нежность, чуткая чуткость, и всё это в тяжелых обстоятельствах».
В апреле 2025 года вышел трейлер фильма и стало известно о его скорой премьере на ММКФ. Показ на платформе Start был запланирован на июль 2025 года. 19 июня Start опублиовал новый тизер-трейлер и дату премьеры: первые три серии выйдут 16 июля.

## Сюжет
В детстве Руслан с мамой нередко сопровождал своего отца, профессионального картёжника и шулера, в поездках по санаториям, где тот использовал жену и сына в качестве отвлекающего манёвра. Со временем отец Руслана закрепляется в бандитской среде. Однажды его вместе с семьёй приглашают на роскошную свадьбу, где 9-летний Руслан влюбляется в девочку, которую считает своей будущей невестой.
Десять лет спустя, когда наступили 1990-е годы, Руслан всё ещё не может забыть свою любовь. Он думает связать свою жизнь с боксом, однако вместе со своими друзьями попадает в водоворот криминальной жизни.

## В ролях
| Актёр                 | Роль                |
| --------------------- | ------------------- |
| Олег Чугунов          | Руслан              |
| Марк Эйдельштейн      | Ласло               |
| Сергей Двойников      | Аладдин             |
| Лев Зулькарнаев       | Алик                |
| Чингиз Гараев         | Митя                |
| Арсений Касперович    | Химоз               |
| Мария Мацель          | Невеста             |
| Виталий Коваленко     | Депутат             |
| Александра Киселёва   | Помощник депутата   |
| Кирилл Полухин        | Шулер, отец Руслана |
| Дарья Екамасова       | Мама Руслана        |
| Фёдор Лавров          | Мазай               |
| Олег Рязанцев         | Психиатр            |
| Екатерина Старателева | Медсестра           |
| Любовь Аксёнова       | Целитель            |
| Филипп Соколов        | Руслан в 9 лет      |
| Дарья Брюханова       | Света               |
| Анна Завтур           | Ира                 |
| Дмитрий Кузнецов      | Музыкант            |

## Список серий
| № | Название                             | Режиссёр       | Автор сценария | Дата премьеры   |
| - | ------------------------------------ | -------------- | -------------- | --------------- |
| 1 | «Волшебное озеро»                    | Роман Михайлов | Роман Михайлов | 16 июля 2025    |
| 2 | «Туман над городом»                  | Роман Михайлов | Роман Михайлов | 16 июля 2025    |
| 3 | «Аладдин, Ласло и алый конь»         | Роман Михайлов | Роман Михайлов | 16 июля 2025    |
| 4 | «Три сестры»                         | Роман Михайлов | Роман Михайлов | 23 июля 2025    |
| 5 | «Пустые квартиры»                    | Роман Михайлов | Роман Михайлов | 30 июля 2025    |
| 6 | «Водопад»                            | Роман Михайлов | Роман Михайлов | 6 августа 2025  |
| 7 | «Дождись лета и посмотри, что будет» | Роман Михайлов | Роман Михайлов | 13 августа 2025 |

## Отзывы
По словам режиссёра фильма, в «Путешествии на солнце» он снял «сон о 90-х, там нет шаблона, там крик и нежность. Они переосмысляются через подростка — визионера, живущего среди гопоты и братвы, он тонко всё воспринимает».
Вадим Богданов в рецензии на премьерный показ фильма называет его «качественно снятой и хорошо сыгранной криминальной сагой с понятной завершённой историей», «большим авторским кино». По сравнению с предыдущими фильмами «этот проект Михайлова кажется значительно более зрительским, понятным и драматургически чётким», при этом «Путешествие на солнце и обратно» «становится продолжением многих идей и мотивов предыдущих работ режиссёра»: «притчевый взгляд на постсоветский бандитизм» («Сказка для старых»), «постмодернистские игры с пространствами поп-культуры» («Отпуск в октябре»), «тема лудоманства и отношений отца-шулера с сыном» («Поедем с тобой в Макао»), «любовь к индийской культуре» («Надо снимать фильмы о любви»), «духовные конфликты, религиозные подтексты и портрет сельской жизни» («Наследие»). По мнению критика, «Путешествие на солнце и обратно» «не стоит сравнивать с другими проектами, охватывающими тот же временной отрезок в истории страны», поскольку «Михайлов использует 1990-е как фон для семейной драмы и иллюстрации портрета морального разложения человека под влиянием совокупности факторов» — в этом плане проект ближе к «Крёстному отцу», чем к «Слову пацана».
Вадим Богданов и Елена Трусова отмечают, что по визуальному исполнению фильм во многом опирается на живопись — особенно на такое течение в искусстве эпохи барокко, как тенебризм, для которого становится первостепенной работа с эффектами света и тени.
Накануне телепремьеры фильма Владимир Ростовский (Film.ru), оценив картину на 9 из 10 баллов, указал на то, что, «в отличие от сериалов-побратимов, опирающихся на давно застывшие схематичные образы девяностых, Михайлов работает с памятью напрямую, привнося в обыденный сюжет мифы и сказки». В результате «Путешествие на солнце и обратно» «из семейной саги о деформации морали превращается в грёзы о мифическом прошлом, всплывающие из глубин памяти».